# David Holde
David Holde (* 1. Februar 1864 in Crossen an der Oder; † 1938 in Berlin) war ein deutscher Chemiker.

## Leben
Von 1887 bis 1917 leitete er eine Abteilung im Staatlichen Materialprüfungsamt in Berlin-Dahlem. Von 1898 bis 1933 war er a.o. Professor für Chemische Technologie an der TH Berlin. Nach der Machtübernahme der Nationalsozialisten musste er sein Amt aufgeben.
Sein Forschungsgebiet war insbesondere die Chemie der Öle und Fette.
Holde war Mitglied der SPD.

## Werke
- Untersuchung der Mineralöle und Fette, sowie der ihnen verwandten Stoffen. Berlin 3. Aufl. 1909 Digitalisierte Ausgabe der Universitäts- und Landesbibliothek Düsseldorf